# Fjord de Tunulliarfik
Le fjord de Tunulliarfik, anciennement orthographié Tunugdliarfik, est un fjord situé près de Qaqortoq (municipalité de Kujalleq) dans le sud du Groenland.

## Géographie
Appelé Eiriksfjord lors de l'Établissement de l'Est, il est formé par l'estuaire d'une rivière sortant d'un lac gelé. Situé au sud de Narsarsuaq, il est rejoint par le fjord Qooroq au nord-est et change de direction du sud au sud-ouest. Longé par de longues péninsules et des îlots, il prend fin dans le détroit de Davis.
Narsarsuaq, Qassiarsuk, Igaliku et Narsaq sont les quatre principales localités bordées par le fjord de Tunulliarfik. Narsaq sert de port d'escale de l'Arctic Umiaq Line lors de la saison estivale. La ligne de ferry dessert Qaqortoq.
Narsaq Heliport ainsi que l'aéroport de Narsarsuaq fonctionnent toute l'année et par avions à décollage et atterrissage court permettent des liaisons entre Nuuk, Kangerlussuaq et Paamiut et par hélicoptères, entre Alluitsup Paa, Nanortalik et Qaqortoq.
Igaliku et Qassiarsuk ne sont accessibles que par bateau.

## Galerie

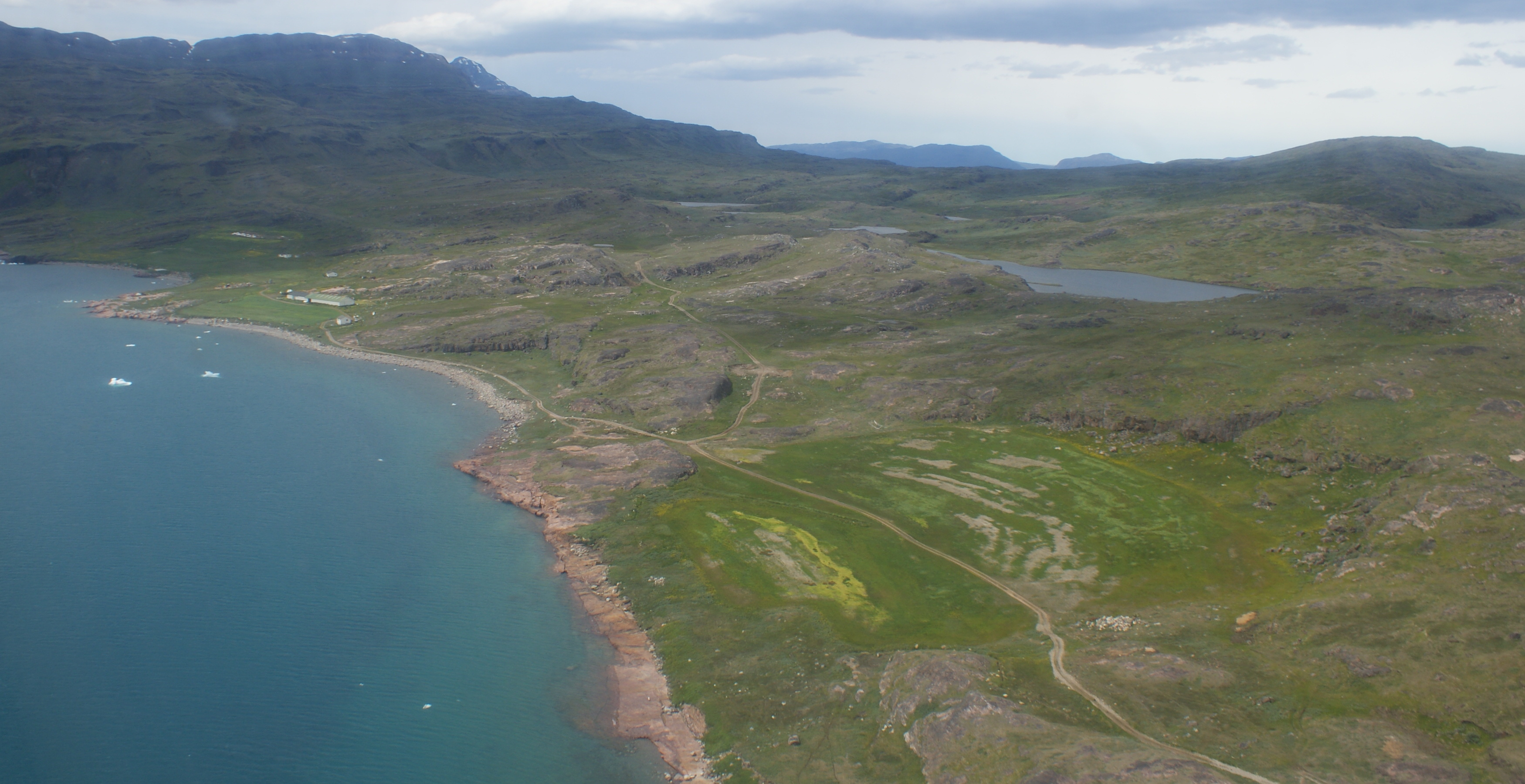
Qassiarsuk sur la rive nord-ouest du fjord
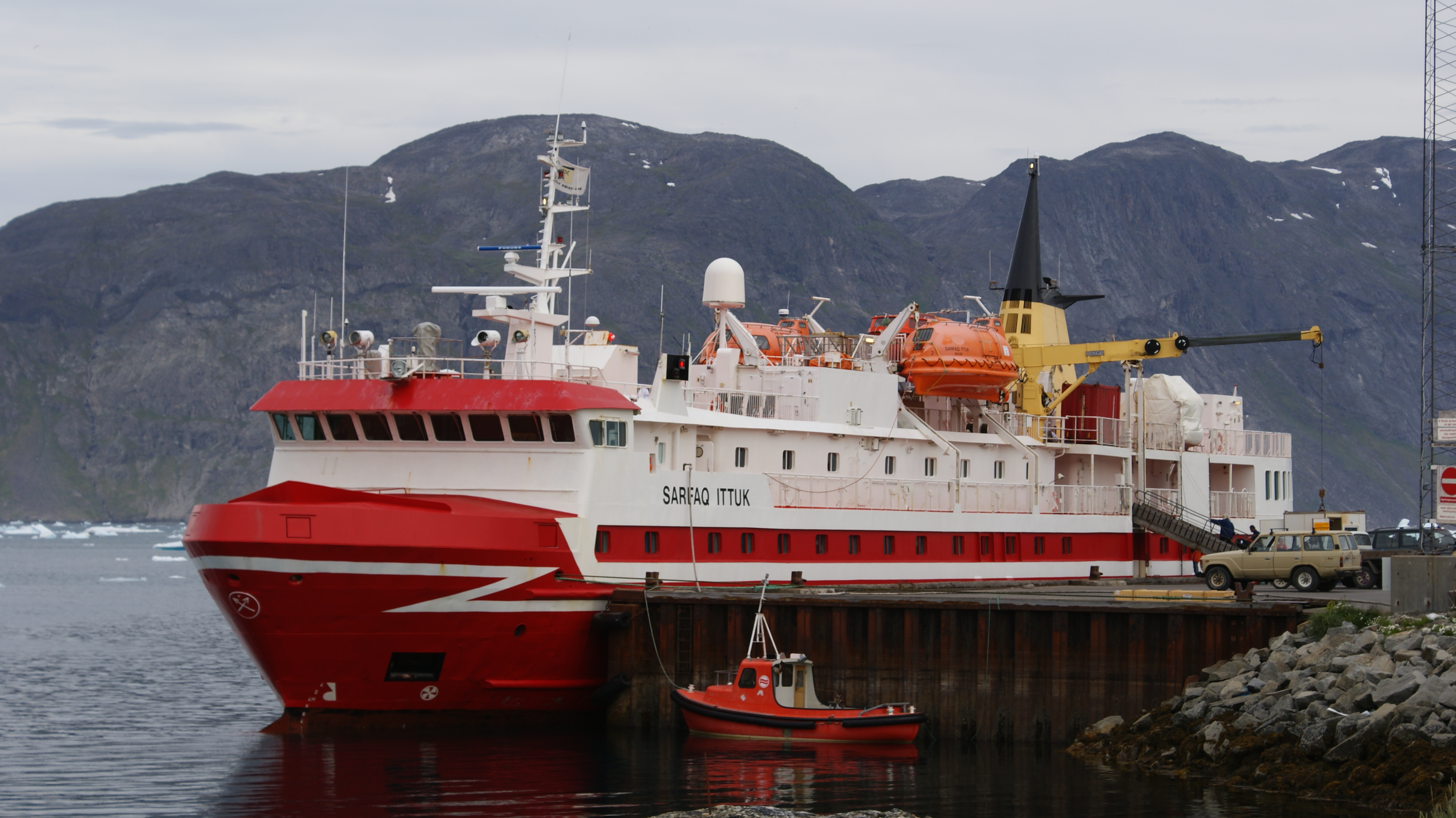
Le Sarfaq Ittuk de l'Arctic Umiaq Line amarré au port de Narsaq